# Ehregott
Ehregott oder Ehrgott ist ein männlicher und weiblicher Vorname und Familienname.

## Herkunft und Bedeutung
Bei Ehregott handelt es sich um einen appellativischen Vornamen, dessen Bedeutung „ehre Gott!“ ohne tiefere linguistische Beschäftigung ersichtlich ist.

## Verbreitung
Obwohl der Name bereits vor Beginn des Reformbewegung im Protestantismus auftauchte, wurde Ehregott viel andere aus zwei unterschiedlichen Namensgliedern gebildete Namen vor allem im Pietismus des 17. und 18. Jahrhunderts vergeben.

## Bekannte Namensträger

### Vorname
- Ehrgott Bernhard Bendl (Vorname auch Ehregott, Nachname auch Bendel, Pendel und Pendl; 1668–1738), deutscher Bildhauer und Stuckateur
- Ehregott Daniel Colberg (1659–1698), deutscher lutherischer Theologe
- Ehregott Grünler (1797–1881), deutscher Porträt- und Historienmaler
- Ehregott Ulrich Warnekros (auch Timotheus Ulrich Warnekros; 1779–1830), deutscher Mediziner und Stadtphysikus von Greifswald
- Ehregott Andreas Wasianski (1755–1831), evangelischer Theologe

### Zwischenname
- Amalie Curtius (Charlotte Amalie Ehregott Curtius, geb. Kretzschmar; Pseudonym Amalie Clarus; 1780–1835), deutsche Schriftstellerin
- Christlieb Ehregott Gellert (1713–1795), deutscher Metallurge und Mineraloge
- Franz Ehregott Hauptvogel (1872–1932), deutscher Jurist und Schriftsteller
- Julius Schaxel (Julius Christoph Ehregott Schaxel; 1887–1943), deutscher Zoologe und Entwicklungsbiologe
- Heinrich August Ehregott Typke (1744–1830), deutscher evangelischer Theologe
- Christian Ehregott Weinlig (1743–1813), deutscher Komponist und Kreuzkantor
- Camillo Ehregott Zschille (1847–1910), deutscher Zeichner

### Familienname
- Herbert W. Ehrgott (1910–1982), US-amerikanischer General der United States Air Force
- Boris Ehrgott (* 1975), französischer Journalist und Fernsehproduzent